# Anne-Marie de Brandebourg-Bayreuth
Anne-Marie de Brandebourg-Bayreuth (30 décembre 1609 à Bayreuth; 8 mai 1680 à Sopron) est une margravine de Brandebourg-Bayreuth et, par le mariage avec Jean-Antoine Ier d'Eggenberg, Fürstin (princesse) d'Eggenberg.

## Biographie
Anne Marie est la fille du Margrave Christian de Brandebourg-Bayreuth de son mariage avec Marie de Prusse (1579-1649), fille de Albert-Frédéric de Prusse.
Elle est mariée selon le rite de l'église catholique romaine en Styrie le 23 octobre 1639 à Ratisbonne avec le prince Jean-Antoine Ier d'Eggenberg, duc de Krumau, qui reçoit par la suite la possibilité d'acquérir le Comté de Gorizia et Gradisca le long de la côte de l'Adriatique deux ans plus tard. Il est un ami d'enfance de l'empereur Ferdinand III de Habsbourg. La cérémonie de mariage a été négociée par Christian-Guillaume de Brandebourg et le prince Jean-Antoine Ier pour obtenir l'appui du Brandebourg pour obtenir un siège à la Diète Impériale. Elle démontre une force de caractère et de conviction, en tenant fermement sa foi protestante  en dépit de son mariage avec le fils de Hans Ulrich d'Eggenberg, ministre en chef de l'Empereur Ferdinand II, qui a poursuivi la Contre-Réforme dans la Monarchie de Habsbourg ainsi que pendant la Guerre de Trente Ans.
Après la mort précoce de son mari, en 1649, Anne-Marie, avec son père et Wolf von Stubenberg obtient la tutelle de ses deux fils, acceptant de rester dans les terres des Habsbourg et de les élever dans la tradition catholique. Sa vaste correspondance avec ses deux fils montre qu'elle est une mère aimante. Au cours de sa tutelle, les pièces sont frappées mettant en vedette les portraits des deux fils dans le Château de Český Krumlov. La princesse est aussi une grande mécène qui finance la construction de l'église de pèlerinage de la vierge de la Neige (allemand : Maria Schnee Kirche, tchèque : Svatý Kámen nad Malší) près de Krumau (tchèque : Český Krumlov) en Bohême.
À sa mort subite à l'âge de 39 ans, Jean-Antoine ne laisse qu'un projet de testament qui est à la fois non signé et non notarié mais laisse la majeure partie des possessions de l'aîné de ses fils. La princesse Anne-Marie refuse de reconnaître le projet comme légitime et administre par les possessions  Eggenberg jusqu'en 1664, lorsque les deux frères prennent le contrôle, et ce n'est qu'en 1672 qu'ils divisent les biens entre eux. Anne-Marie se rend personnellement auprès de l'empereur, demander pour sa fille une dot.
Lors d'une visite à la ville de Sopron en Hongrie, en 1670, elle trouve la tolérance religieuse, plus importante que dans le farouchement catholique Duché de Styrie et y relocalise sa cour en 1674 dans un petit palais de la ville, plus étroit en comparaison avec le château en Krumau ou le Palais Herberstein, un palais de la ville de Graz. Dans la ville, elle est autorisée à faire venir des protestants dans sa cour, en face de la rue de l'ancienne Église Protestante de Saint-George, qui a déjà été remis aux Jésuites. La maison de la ville porte encore son nom que le Eggenberg Maison (hongrois : Eggenberg-ház) et est encore orné des armoiries des princes de Brandebourg-Bayreuth au-dessus de la porte principale et du blason Hohenzollern en dessous de ce qui était la chaire au-dessus de la cour. Elle est morte dans cette maison, le 8 mai 1680 et est enterré avec ses parents à l'Église de la Ville (allemand : Stadtkirche) de Bayreuth.

## Progéniture
De son mariage, elle a les enfants suivants:
- Maria Élisabeth d'Eggenberg (1640-1715), Fürstin d'Eggenberg, mariée en 1656 au Fürst Ferdinand-Joseph de Dietrichstein (en) (1636-1698)
- Jean-Christian Ier d'Eggenberg (1641-1710), Fürst d'Eggenberg, marié en 1666 à Marie Ernestine de Schwarzenberg (1649-1719)
- Maria Françoise (*/† 1643)
- Jean-Siegfried d'Eggenberg (1644-1713), Fürst d'Eggenberg, marié en 1666 à Marie-Éléonore de Liechtenstein (1647-1704) et remarié en 1704 à Marie Josephe d'Orsini-Rosenberg (1690-1715)